# Nagyfai-dűlő
A Nagyfai-dűlő az Egri borvidék Grand Superior besorolású dűlője Noszvaj határában.

## A név eredete
A Nagyfai-dűlő a szájhagyomány szerint az egykor itt álló terebélyes fáról kapta a nevét, a fa nagysága és kiállása ugyanis jól megkülönböztette a dűlőt a többitől. Az 1900-as évek elején már bizonyítottan szőlőterületként tartották számon. A korábbi évekből még nem kerültek elő feljegyzések, de valószínűleg a filoxéravész előtti időben is szőlőtermő dűlő volt. A kataszteri térképek szerint a terület Noszvaj község befolyásos személyeinek (főnemesek, köznemesek) birtokában volt – például a Galassy családé –, akik később többek között az impozáns De la Motte-kastély tulajdonosai lettek.

## A terület adottságai
Enyhe lejtésű, kötött barna erdő talajú, helyenként köves terület, amely mind a fehér, mind a vörös szőlőfajtáknak kedvez. A világfajták és az autochton fajták egyaránt jól érzik magukat: gondos munkával, megfelelő időjárású évjáratokban kiemelkedő, nemzetközi szinten is klasszis borok készítését teszi lehetővé. A Nagyfai-dűlő tiszta aromájú, harmonikus és kerek borokat ad.
A dűlő a Kovács Nimród Borászat (KNW) birtokában van. Itteni, 12 hektáros területén a borászat Pinot Gris, Chardonnay, Pinot Noir, Syrah, Kékfrankos, Merlot és Cabernet Franc ültetvényeket nevel, amelyek terméséből magas minőségű birtokborok készülnek. E borok „Monopole” megkülönböztetése is utal arra, hogy ezeken a területeken másnak nincs szőlője.